# Tina Hedström
Tina Hedström (Solna, 31 maggio 1942 – Stoccolma, 20 ottobre 1984) è stata un'attrice svedese.
Il suo nome completo era Eva Christina Hedström. Ha recitato in molti film svedesi.
La si ricorda per l'interpretazione di Tamara Kusenov nel film Topaz.

## Biografia
Eva Christina Hedström è nata nel maggio 1942 nel comune svedese di Solna. 
Nel 1965 ha fatto il suo debutto cinematografico come figlia in ruoli interpretati da Gunnar Björnstrand e Gunn Wållgren in The Dress (Klänningen) di Vilgot Sjöman. Ha guadagnato fama internazionale nel ruolo di Ebba Livin con il film Geschwisterbett (Syskonbädd 1782), anche al fianco di Gunnar Björnstrand. Questo è stato seguito da film per la TV come l'adattamento Tennessee-Williamsdel serraglio di vetro, diretto da Gunnel Broström nel 1965, e commedie come Insieme con Gunilla (Tills. med Gunilla månd. kväll o. tisd).
Nel 1969 interpretò, come detto, l'importante ruolo di supporto della russa Tamara Kuzenov , nel penultimo film di Alfred Hitchcock,  Topaz, in cui interpreta la figlia del vicedirettore del KGB.
Dopo il suo ritorno in Svezia, non è stata in grado di costruire qualcosa grazie a questo successo internazionale. È apparsa solo in pochi film e ha lavorato in un negozio di fiori di Stoccolma per guadagnarsi da vivere. Il suo ultimo ruolo cinematografico fu nel 1975 come madre in The White Wall (Den vita väggen). Hedström morì il 20 ottobre 1984 negli Oscars församling (unità amministrativa ecclesiastica) a Stoccolma.

## Filmografia parziale
- Il letto della sorella (Syskonbädd 1782), regia di Vilgot Sjöman (1966)
- Topaz (Topaz), regia di Alfred Hitchcock (1969)